# Reinhard Lebersorger
Reinhard Lebersorger (* 7. Jänner 1952 in St. Pölten) ist ein österreichischer Politiker (GRÜNE) und Steuerberater. Er war von 2013 bis 2018 Abgeordneter zum Kärntner Landtag.

## Ausbildung und Beruf
Lebersorger absolvierte das Bundes-Realgymnasium in St. Pölten und studierte Betriebswirtschaft an der Wirtschaftsuniversität Wien, wo er sein Studium als Doktor der Sozial- und Wirtschaftswissenschaften abschloss. Beruflich war er von 1978 bis 1982 als Generalsekretär der Katholischen Aktion Kärnten tätig. Er arbeitete danach von 1982 bis 1986 als Angestellter Berufsanwärter und wurde 1986 als Steuerberater angelobt. Er war 1999 Initiator der Gemeinschaftskanzlei „DieSteuerberater“ in Klagenfurt und beriet zahlreiche Unternehmen in den verschiedensten Branchen der Kärntner Wirtschaft. Als seine Spezialgebiete gibt Lebersorger Internationales Steuerrecht, Vereine, Körperschaften öffentlichen Rechts und Unternehmensplanung an. Neben seiner Arbeit als Steuerberater war er vieler Jahre Lehrbeauftragter an der Universität Klagenfurt zu Themen des Steuerrechts.

## Politik
Als Grund für sein politisches Engagement nennt Lebersorger seine Erfahrungen als Steuerberater und sein politisch-gesellschaftliches Interesse. 2010 wurde er bei den Kärntner Grünen aktiv, wobei er in diesem Jahr Vorstandsmitglied und Finanzreferent der Klagenfurter Grünen wurde. Ende 2011 kandidierte Lebersorger für die Position des Landessprechers der Kärntner Grünen, wobei er jedoch nur 19 von 107 abgegebenen Stimmen auf sich vereinigen konnte und Frank Frey unterlag. Bei der Landtagswahl 2013 kandidierte Lebersorger auf dem vierten Platz der Grünen Landesliste und wurde nach dem Wahlerfolg der Kärntner Grünen am 28. März 2013 als Landtagsabgeordneter angelobt. Nach eigenen Angaben möchte er sich dort insbesondere um Umweltpolitik, die Sanierung der öffentlichen Finanzen und die Sicherung der wirtschaftlichen Grundlagen in Kärnten einsetzen.
Lebersorger war Gründungsobmann des Vereins Zusammenarbeit 3.Welt als Träger des Welt-Ladens in Klagenfurt und hielt Vorträge zum Thema der Entwicklungsförderung. Er war aktives Mitglied der Anti-AKW-Bewegung zur Verhinderung des AKWs Zwentendorf und engagierte sich als Vorstandsmitglied der Frauenberatung Villach. Zudem ist er Präsident des Kunstverein Kärnten und Rechnungsprüfer in verschiedenen Vereinen wie dem Musikforum Viktring, dem Verein Alternativkino und dem Dachverband der sozialökonomischen Beschäftigungsprojekte.

## Privates
Lebersorger ist verwitwet und Vater eines Sohnes.